# Bailly (Oise)
Bailly ist eine französische Gemeinde mit 605 Einwohnern (Stand: 1. Januar 2022) im Département Oise in der Region Hauts-de-France. Sie gehört zum Arrondissement Compiègne und zum Kanton Thourotte. Die Einwohner werden Baillotins genannt.

## Geographie
Bailly liegt etwa 20 Kilometer nordöstlich von Compiègne an der Oise, die die Gemeinde im Westen begrenzt. Umgeben wird Bailly von den Nachbargemeinden Chiry-Ourscamp im Norden, Carlepont im Nordosten, Tracy-le-Val im Osten und Südosten, Tracy-le-Mont im Süden, Saint-Léger-aux-Bois im Südwesten sowie Pimprez im Westen und Nordwesten.

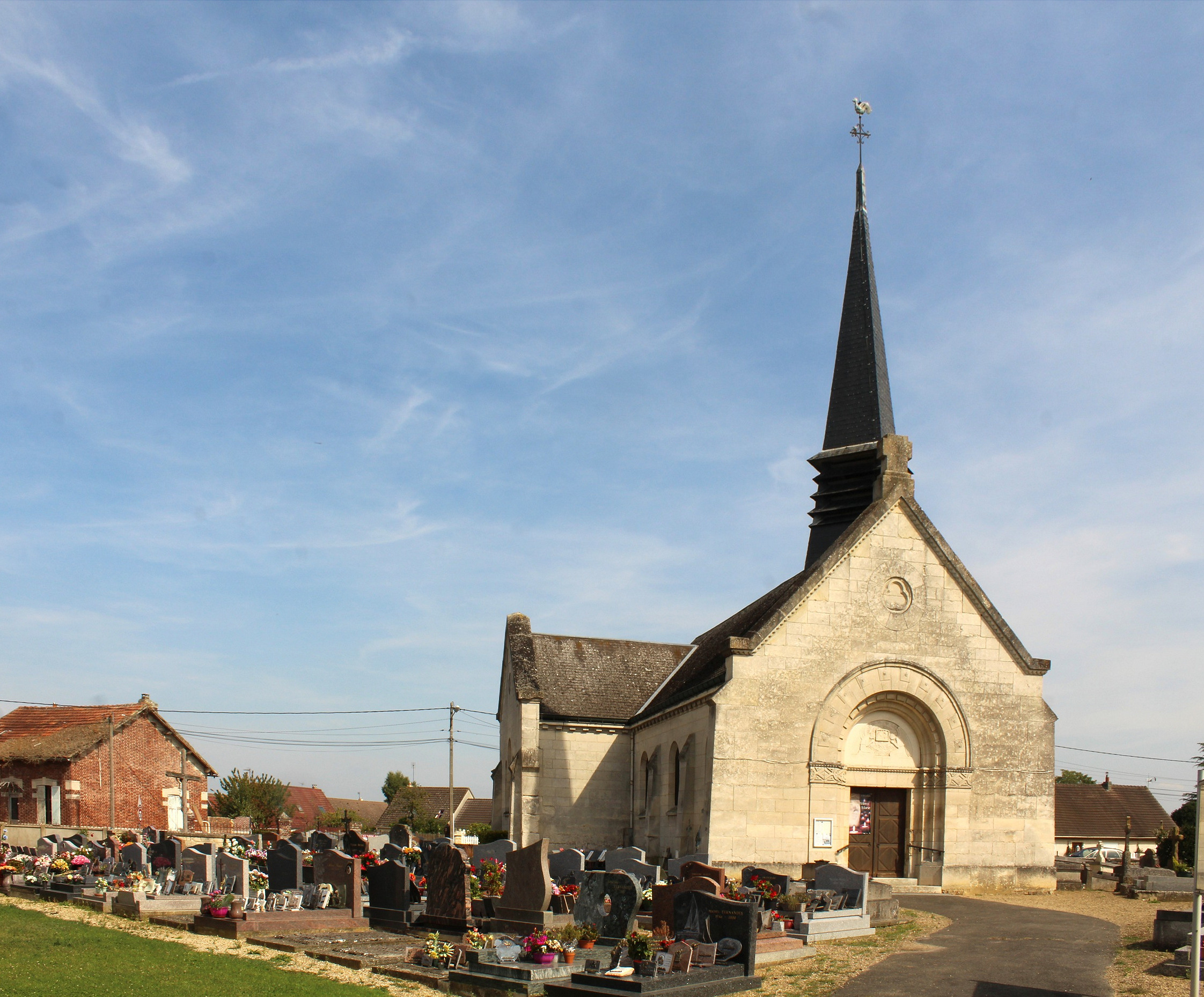
Dorfkirche

## Geschichte
Bailly war während des Ersten Weltkriegs zeitweilig von deutschen Truppen besetzt. Der Kirchturm von Bailly diente als deutscher Beobachtungsposten und wurde daher von französischer Artillerie beschossen. Die Gemeinde befand sich bis 1917 an der Frontlinie. Das Dorf Bailly mit seinen beiden Schlössern wurde vollständig zerstört.

## Bevölkerungsentwicklung
| Jahr      | 1962 | 1968 | 1975 | 1982 | 1990 | 1999 | 2006 | 2018 |
| Einwohner | 264  | 303  | 402  | 455  | 599  | 585  | 599  | 629  |